# Élections municipales de 1953 dans le Finistère
Les élections municipales dans le Finistère ont eu lieu les 26 avril et 3 mai 1953.

## Maires sortants et maires élus
| Commune             | Population | Maire sortant              | Parti | Parti    | Maire élu                  | Parti | Parti    |
| ------------------- | ---------- | -------------------------- | ----- | -------- | -------------------------- | ----- | -------- |
| Audierne            | 4 073      | Francis Postic             |       | PC       | Francis Postic             |       | PC       |
| Bannalec            | 6 098      | Lucien Picard              |       | SFIO     | Lucien Picard              |       | SFIO     |
| Brest               | 74 991     | Alfred Chupin              |       | UDSR     | Yves Jaouen                |       | MRP      |
| Briec               | 3 848      | Yves Le Page               |       | MRP      | Yves Le Page               |       | MRP      |
| Carhaix             | 4 273      | Pierre Kerneïs             |       | PC       | Pierre Postollec           |       | SFIO     |
| Châteaulin          | 3 954      | Hervé Mao                  |       | SFIO     | Hervé Mao                  |       | SFIO     |
| Châteauneuf-du-Faou | 3 695      | Germain Chaussy            |       | MRP      | Germain Chaussy            |       | MRP      |
| Cléder              | 5 038      | Yves Berthévas             |       | MRP      | Yves Berthévas             |       | MRP      |
| Clohars-Carnoët     | 4 226      | Julien Le Grévellec        |       | SFIO     | Julien Le Grévellec        |       | SFIO     |
| Concarneau          | 10 519     | Charles Linement           |       | SFIO     | Charles Linement           |       | SFIO     |
| Crozon              | 7 712      | Albert Le Lann             |       | DVD      | Albert Le Lann             |       | DVD      |
| Douarnenez          | 20 564     | Marcel Arnous des Saulsays |       | MRP      | Marcel Arnous des Saulsays |       | MRP      |
| Ergué-Armel         | 8 084      | Yves Thépot                |       | SFIO     | Yves Thépot                |       | SFIO     |
| Fouesnant           | 3 537      | Louis Le Calvez            |       | MRP      | Louis Le Calvez            |       | MRP      |
| Guipavas            | 5 532      | Jean Marie Floch           |       |          | Hervé Hallégot             |       |          |
| Kerfeunteun         | 5 479      | François Maillet           |       | CNIP     | François Maillet           |       | CNIP     |
| Landerneau          | 10 975     | Émile Chossec              |       | CNIP     | Jean-Louis Rolland         |       | SFIO     |
| Landivisiau         | 5 445      | Joseph Pinvidic            |       | RPF      | Joseph Pinvidic            |       | RPF      |
| Lannilis            | 3 750      | Jean Briant                |       |          | Jean Briant                |       |          |
| Le Guilvinec        | 4 741      | Marc Scouarnec             |       | PC       | Marc Scouarnec             |       | PC       |
| Le Relecq-Kerhuon   | 6 021      | Jean Déniel                |       | SFIO     | Jean Déniel                |       | SFIO     |
| Lesneven            | 4 825      | Étienne Airiau             |       | DVD      | Étienne Airiau             |       | DVD      |
| Loctudy             | 3 667      | Sébastien Guiziou          |       | DVD      | Sébastien Guiziou          |       | DVD      |
| Moëlan-sur-Mer      | 6 810      | Hippolyte Cornou           |       | SFIO     | Pierre Daniélou            |       |          |
| Morlaix             | 15 121     | Jean Le Duc                |       | MRP      | Jean Le Duc                |       | MRP      |
| Penhars             | 6 633      | Ange Le Guennec            |       | RPF      | Yves Le Manchec            |       | SFIO     |
| Penmarc'h           | 7 077      | Thomas Donnard             |       | PC       | Thomas Donnard             |       | PC       |
| Plabennec           | 4 098      | Jean Monfort               |       |          | Jean Monfort               |       |          |
| Pleyben             | 4 575      |                            |       |          |                            |       |          |
| Plonéour-Lanvern    | 4 130      | Sébastien Toullec          |       |          | René Diquélou              |       |          |
| Plonévez-du-Faou    | 4 041      |                            |       |          |                            |       |          |
| Ploudalmézeau       | 4 142      | Jean Caraës                |       |          | Jean Caraës                |       |          |
| Plouescat           | 4 224      | Pierre Trémintin           |       | MRP      | Pierre Trémintin           |       | MRP      |
| Plougasnou          | 3 683      | François Charles           |       | SFIO     | François Charles           |       | SFIO     |
| Plougastel-Daoulas  | 6 894      | Jean Fournier              |       | DVD      | Jean Fournier              |       | DVD      |
| Plougonven          | 3 540      | Albert Larher              |       | SFIO     | Albert Larher              |       | SFIO     |
| Plouguerneau        | 6 180      | Léon Guéguen               |       | RPF      | Léon Guéguen               |       | RPF      |
| Plouhinec           | 6 219      | Pascal Burel               |       |          | Pascal Burel               |       |          |
| Plouigneau          | 3 604      | Yves Le Lann               |       | SFIO     | Yves Le Lann               |       | SFIO     |
| Plounévez-Lochrist  | 3 737      | Pierre Goaoc               |       |          | Pierre Goaoc               |       |          |
| Plozévet            | 4 078      | Noël Larzul                |       | Rad.soc. | Noël Larzul                |       | Rad.soc. |
| Pont-l'Abbé         | 6 644      | Léon Le Moal               |       | SFIO     | Jean Lautrédou             |       | MRP      |
| Quimper             | 20 149     | Joseph Halléguen           |       | RPF      | François Paugam            |       | MRP      |
| Quimperlé           | 10 679     | Alain Le Louédec           |       | UDSR     | Joseph Le Roch             |       | Soc.ind. |
| Riec-sur-Bélon      | 4 418      | Jacques Cadoret            |       |          | Jacques Cadoret            |       |          |
| Roscoff             | 4 183      | Célestin Seïté             |       | DVD      | Célestin Seïté             |       | DVD      |
| Saint-Pol-de-Léon   | 8 903      | Henri Le Sann              |       | MRP      | Henri Le Sann              |       | MRP      |
| Scaër               | 7 838      | Pierre Salaün              |       | PC       | Pierre Salaün              |       | PC       |
| Trégunc             | 4 889      | Michel Naviner             |       | PC       | Michel Naviner             |       | PC       |

## Résultats dans les communes de plus de3 500 habitants

### Pont-l'Abbé
- Maire sortant : Léon Le Moal (SFIO)

Résultats du second tour des municipales de 1953 à Pont-l'Abbé :
- Jean Lautrédou (MRP, centre droit) : 38,87 %
- Alain Signor (PC) : 32,32 %
- Léon Le Moal (SFIO) : 28,80 %